# IC 4337
IC 4337 је спирална галаксија у сазвјежђу Волар која се налази на листи објеката дубоког неба у Индекс каталогу.
Деклинација објекта је + 14° 16' 21" а ректасцензија 13h 52m 19,2s. Привидна величина (магнитуда) објекта IC 4337 износи 14,7 а фотографска магнитуда 15,5. IC 4337 је још познат и под ознакама CGCG 102-71, NPM1G +14.0361, PGC 49253.